# アガメムノン (小惑星)
アガメムノン (911 Agamemnon) は木星の先行トロヤ群（ギリシア群）にある小惑星。ハイデルベルクのケーニッヒシュトゥール天文台でカール・ラインムートによって発見された。
ホメーロスの叙事詩『イーリアス』に登場するミュケーナイの王アガメムノーンにちなんで命名された。